# Grand Prix Adria Mobil
Le I feel Slovenia VN Adria Mobil (anciennement Grand Prix Adria Mobil) est une course cycliste disputée en Slovénie. Créée en 2015, la course fait partie de l'UCI Europe Tour en catégorie 1.2. La première édition est remportée par le Slovène Marko Kump.
L'édition 2020 est annulée à cause de l'épidémie de maladie à coronavirus.

## Palmarès
| Année | Vainqueur           | Deuxième            | Troisième         |                  |
| ----- | ------------------- | ------------------- | ----------------- | ---------------- |
| 2015  | Marko Kump          | Filippo Fortin      | Mattia Gavazzi    |                  |
| 2016  | Filippo Fortin      | Alberto Cecchin     | Eugenio Bani      |                  |
| 2017  | Antonino Parrinello | Nicola Gaffurini    | Stanislau Bazhkou |                  |
| 2018  | Filippo Fortin      | Nicola Venchiarutti | Jiří Polnický     |                  |
| 2019  | Marko Kump          | František Sisr      | Daniel Auer       |                  |
| 2020  | annulé/abandonné    | annulé/abandonné    | annulé/abandonné  | annulé/abandonné |
| 2021  | Marijn van den Berg | Filippo Fiorelli    | Adam Ťoupalík     |                  |
| 2022  | Maciej Paterski     | Nicola Venchiarutti | Andrea Debiasi    |                  |
| 2023  | Tilen Finkšt        | Filippo Fortin      | Luca Colnaghi     |                  |
| 2024  | Žak Eržen           | Jakub Mareczko      | Simone Buda       |                  |
| 2025  | Žak Eržen           | Frits Biesterbos    | Tilen Finkšt      |                  |